# Anacapri
Anacapri (Ronnacràpe in napoletano) è un comune italiano di 6 776 abitanti della città metropolitana di Napoli in Campania. È uno dei due comuni (il più esteso e popoloso) nei quali si divide amministrativamente l'isola di Capri.

## Geografia fisica
Situato sull'isola di Capri, sorge sul fianco settentrionale del monte Solaro (che, con 589 m, è la massima vetta dell'isola); una seggiovia collega l'abitato con la vetta del monte, da dove lo sguardo spazia su un vasto panorama, dal golfo di Napoli al golfo di Salerno.

## Origini del nome
Il nome deriva dal greco ànà (sopra) e Capri.

## Storia
Lo storico e geografo greco Strabone nella sua Geografia, riteneva che Capri fosse stata un tempo unita alla terraferma. Questa sua ipotesi è stata poi confermata sia dall'analogia geologica che lega l'isola alla penisola sorrentina sia da alcune scoperte archeologiche.
A partire dal XIX secolo l'isola ebbe una nuova veste. Diventò meta di numerosi viaggiatori che la visitarono e ne ammirarono la natura e la celebre Grotta Azzurra, divenuta intanto famosa in tutto il mondo.
Tra il 1927 e il 1946 i due comuni dell'isola furono aggregati in un unico comune.

### Simboli
Lo stemma e il gonfalone sono stati concessi con decreto del presidente della Repubblica del 1º dicembre 1952.
Il gonfalone è un drappo di azzurro.

## Monumenti e luoghi d'interesse

### Villa San Michele
Il più famoso edificio di Anacapri è la Villa San Michele, che fu fatta costruire dallo scrittore e medico svedese Axel Munthe come propria residenza, adattando un antico convento dedicato appunto a san Michele, e che oggi è una frequentata meta turistica, anche per il suo splendido giardino. Non lontano è la chiesa di San Michele (XVIII secolo).

### Grotta Azzurra
Proprio nel comune di Anacapri si trova la celebrata Grotta Azzurra, la cui notorietà mondiale data già dal XIX secolo.

### Altri luoghi di interesse
- Caprile
- Castello Barbarossa
- Belvedere della Migliera (o Migliara)
- Casa Rossa
- Chiesa di San Michele
- Chiesa di Santa Sofia
- Chiesa di Santa Maria a Costantinopoli
- Eremo di Santa Maria a Cetrella
- Le Boffe con la targa del Profeta Caso

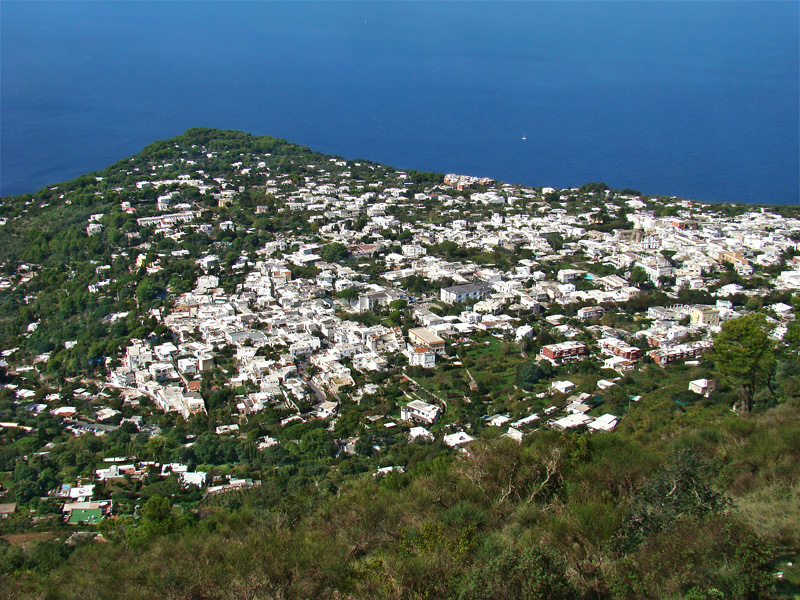
Vista dal Monte Solaro

- Fortini di Capri
- Scala Fenicia
- Monte Solaro
- Parco Filosofico
- Punta Carena (Faro)
- Casa Cernia di Luigi Cosenza
- Villa Damecuta

## Società

### Evoluzione demografica
Abitanti censiti

### Etnie e minoranze straniere
Al 1º gennaio 2022 i cittadini stranieri residenti ad Anacapri erano 526, corrispondenti al 7,6% della popolazione. Le nazionalità maggiormente rappresentate erano:
1. Sri Lanka 222 3,2%
2. Ucraina 87 1,2%
3. Romania 55 0,7%
4. Albania 36 0,5%
5. Cuba 16 0,2%
6. Germania 12 0,1%
7. Polonia 12 0,1%

## Cultura

### Musica
Il musicista impressionista Claude Debussy scrisse un brano chiamato Les collines d'Anacapri, compreso nel 1º libro dei Préludes dedicato appunto all'omonima zona dell'isola dove però, molto probabilmente, non era mai stato.

### Letteratura
Il romanzo di Alberto Moravia 1934 è ambientato ad Anacapri.

## Economia
Una selezionata agricoltura di tipo intensivo (olive, agrumi e soprattutto uva, da cui si ricava un ottimo vino bianco) ma assai più il turismo, attirato dalle bellezze naturali del luogo, sono le basi dell'economia locale.

## Infrastrutture e trasporti
La seggiovia di Monte Solaro è un impianto di Anacapri, che collega il centro storico del comune (situato a 286 metri a livello del mare) con il monte Solaro, la cui vetta è posta a 589 metri s.l.m.

## Amministrazione
Di seguito è presentata una tabella relativa alle amministrazioni che si sono succedute in questo comune.
| Periodo        | Periodo        | Primo cittadino    | Partito              | Carica  | Note  |
| -------------- | -------------- | ------------------ | -------------------- | ------- | ----- |
| 9 giugno 1989  | 19 maggio 1990 | Teresa Gentile     | lista civica         | Sindaco | [ 8 ] |
| 19 maggio 1990 | 29 aprile 1993 | Fausto Arcucci     | Democrazia Cristiana | Sindaco | [ 8 ] |
| 7 maggio 1993  | 24 aprile 1995 | Rino Di Pietro     | Democrazia Cristiana | Sindaco | [ 8 ] |
| 24 aprile 1995 | 13 giugno 1999 | Francesco Cerrotta | lista civica         | Sindaco | [ 8 ] |
| 13 giugno 1999 | 12 giugno 2004 | Francesco Cerrotta | lista civica         | Sindaco | [ 8 ] |
| 12 giugno 2004 | 7 giugno 2009  | Mario Staiano      | lista civica         | Sindaco | [ 8 ] |
| 7 giugno 2009  | 26 maggio 2014 | Francesco Cerrotta | Anacapri             | Sindaco | [ 8 ] |
| 26 maggio 2014 | 27 maggio 2019 | Francesco Cerrotta | Anacapri             | Sindaco | [ 8 ] |
| 27 maggio 2019 | in carica      | Alessandro Scoppa  | Lista Anacapri       | Sindaco | [ 8 ] |

## Sport

### Calcio
La principale squadra di calcio della città è l'A.S.D. Anacapri 1966 che milita nella seconda categoria girone E 2024/2025. Nacque nel 1966.